# Delta Hotel

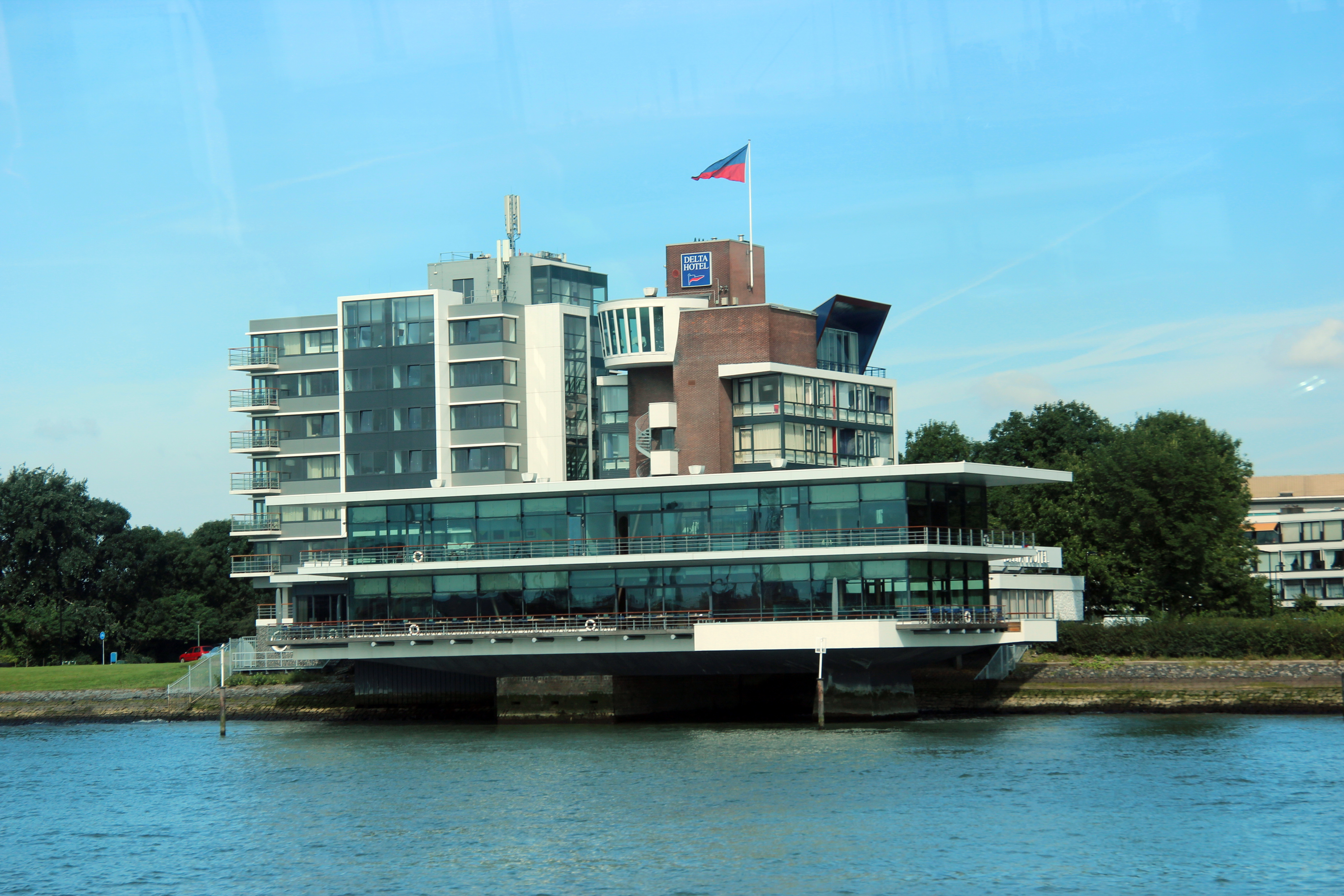
Delta Hotel

Het Delta Hotel is een hotel aan de Maasboulevard in Vlaardingen.

## Geschiedenis
Het initiatief voor de bouw van het Delta Hotel kwam in 1950 van toenmalig burgemeester Heusdens van Vlaardingen. Met hulp van het Marshallplan en de gezamenlijke industrie konden de plannen voor bouw van het Delta Hotel doorgaan. In 1953 werd de “N.V. Hotelexploitatie Maatschappij Vlaardingen” opgericht, waarna uiteindelijk op 31 maart 1955 het Delta Hotel kon worden geopend. Bij de opening bestond het hotel uit 24 hotelkamers met eigen bad, een bar en restaurant en het beroemde “kraaiennest”.
Van 1951 tot 1967 bevond zich naast het hotel een veerhaven, waarvandaan een wagenveer een dienst onderhield met Pernis. Hierdoor was er van en naar het hotel een snelle autoverbinding met de olieraffinaderijen aan de overkant van de Nieuwe Maas.
Het Delta Hotel werd in 1974 onderdeel van de Clingendael Hotelgroep. In 1978 werd het hotel uitgebreid met 54 hotelkamers, een overdekt verwarmd zwembad, een sauna en twee multifunctionele zalen. In 1995 werd het hotel gekocht door Lucas Petit, die reeds 2 jaar als directeur in het Delta Hotel werkzaam was, en ondergebracht in de Exploitatie Maatschappij Delta Hotel B.V. Hierdoor werd het hotel weer zelfstandig.
In de zomer van 1996 werd het nieuwe restaurant Nautique geopend. Het grootste deel van het exterieur werd in 1997 gerenoveerd en in 1998 zijn de conferentiezalen en de lobby geheel vernieuwd. De 54 hotelkamers van de nieuwbouw zijn in 1999 gerenoveerd.
In de nacht van 25 juni 2001 gingen het restaurant en de keuken bij een brand verloren. De rest van het hotel liep rook- en waterschade op en moest tijdelijk sluiten. Na herbouw is het hotel medio 2002 weer in gebruik genomen.
In de zomer van 2013 is het hotelkamergebouw uit 1978 van buiten en binnen volledig gerenoveerd. In 2015 is de Atlantiszaal omgebouw tot twee Atlantis Lofts en één Atlantis Suite. In 2017 zijn alle zalen en Grand Café volledig gerenoveerd.

## Architectuur

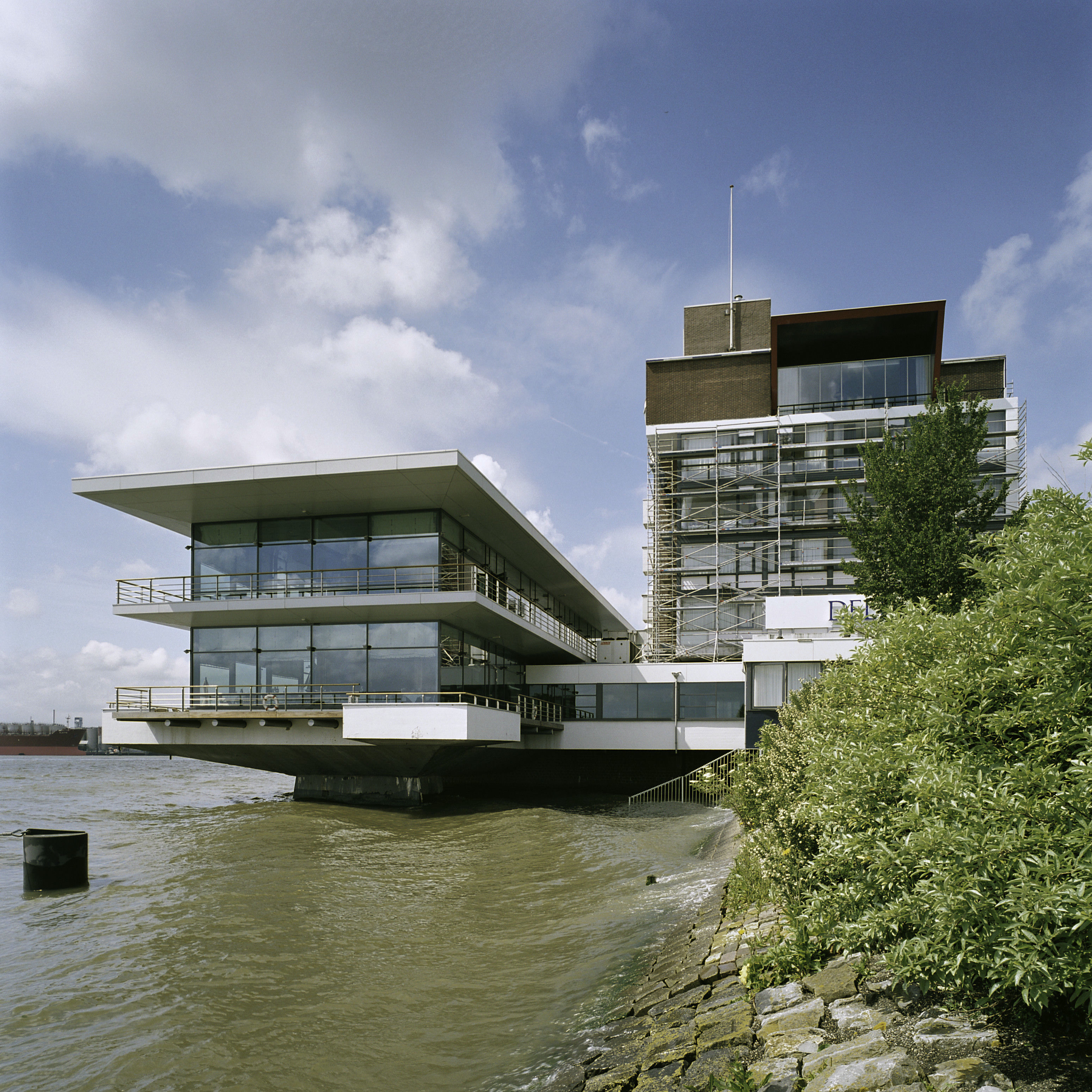
Overzicht (2006)

Het hotel is ontworpen door J.W.C. Boks. Met name het Kraaiennest was voor die tijd zeer vernieuwend. Het idee is later ook gebruikt door onder anderen Rem Koolhaas bij zijn ontwerp voor het Byzantium in Amsterdam.
W. Houdijk ontwierp het uit 2002 daterende glazen gebouw dat in het water staat. Deze Vlaardingse architect was ook verantwoordelijk voor de renovatie van het hotelkamergebouw uit 1978 dat in 2013 werd uitgevoerd.

## Het hotel
Het hotel beschikt over 81 kamers waaronder 11 suites. Verder telt het hotel negen conferentiezalen, een Grand Café en buitenterras op het water. Tevens beschikt het over de enige watergekoelde wijnkelder van Nederland: de wijnkelder bevindt zich onder het oppervlakteniveau van de Nieuwe Maas. Het omringende water koelt de wijn op een natuurlijke wijze.
In 2004 won het hotel de eerste Dutch Hotel Award.